# Prefecturale weg 37 (Wakayama)
De prefecturale weg 37 (Japans: 和歌山県道37号日置川大塔線, Wakayama-ken dō sanjūnana-gō Hikigawa Ōtō-sen; Nederlands:Wakayama prefecturale weg 37 - Hikigawa Ōtō-lijn) is een prefecturale weg in de Japanse prefectuur Wakayama die de gemeente Shirahama en de stad Tanabe met elkaar verbindt.

## Gemeenten die de weg passeert
- prefectuur Wakayama
  - District Nishimuro
    - Shirahama

  - Tanabe